# Дитя Госцирка
«Дитя Госцирка» — советский немой приключенческий фильм для детей младшего возраста. Снят на киностудии «Межрабпом-Русь». Режиссёры Л. В. Баратов и С. В. Козловский, оператор П. В. Ермолов, в главной роли В. Е. Куинджи. Автор сценария О. Блажевич по теме А. Гольдмана. Фильм создан под влиянием американских приключенческих кинокартин с ребёнком-актёром Джеки Куганом.

## Сюжет
Шестилетний мальчик Гриша по примеру старшего брата мечтает вступить в ряды октябрят, но его мечта рушится, когда пионерский отряд выбирает своим почетным членом юного американского актера Джеки Кугана, а Грише отказывают в приёме. Обиженный и разочарованный, мальчик решает доказать, что он достоин звания октябрёнка больше чем Джеки Куган. На афише с портретом актёра Гриша пишет: «Питомец буржуазии» и уходит из дома, оставив матери записку, чтобы она не волновалась.
Так начинаются его невероятные приключения. Гриша становится беспризорником, а затем устраивается работать в цирк. В фильме часто показывают цирковые номера, которые прерывают основное действие. В финале Гриша, рискуя жизнью, участвует в тушении пожара. Пионеры, которые раньше восхищались приключениями героев Джеки Кугана и не обращали внимания на Гришу, осознают свою ошибку, когда мальчик получает ожоги и попадает в больницу. Они раскаиваются, принимают Гришу в октябрята, а Джеки исключают из их числа.

## История создания
В редакцию ленинградского журнала «Кино-неделя» пришло письмо от 7-го Сокольнического отряда юных пионеров. В письме ребята передавали привет и пожелания успехов американскому актёру Джеки Кугану, а также выражали ему благодарность за помощь голодающим детям Палестины. Пионеры сообщали, что приняли решение зачислить Кугана в свой отряд имени Ильича в качестве почётного пионера. Однако сотрудники журнала вежливо объяснили ребятам, что, хотя Джеки Куган — талантливый актёр, он не заслуживает права носить красный галстук, символизирующий принадлежность к пионерской организации. Эта история и вдохновила создателей фильма.

## Критика
Режиссёр Г. Н. Васильев раскритиковал фильм на страницах журнала «Жизнь искусства»:
К выпуску этой фильмы «Межрабпом-Русь», вероятно, подтолкнуло стремление дать картину «под заграницу» (влияние прошлогоднего репертуара: «Дитя цирка» и ряд других цирковых картин). Однако фильма эта является крайне неудачной и несомненно самой слабой из всех ранее выпущенных этой фабрикой картин. Прежде всего сценарий. Хотя постановщики и уверяют, что это — комедия, но просмотреть такую картину — сущая трагедия. Скучный, никому не нужный сюжет, несвязность и нелогичность отдельных эпизодов, наконец чрезмерная растянутость действия заставляют зрителя с трудом смотреть эту «комедию». Даже технически картина бедна, а неряшливый монтаж довершает свое дело. Если фильма скучна взрослому зрителю, то тем более — детям, для которых она главным образом и выпущена.

Хочется лишь отметить малыша в роли Гриши, который добросовестно проводит свою неимоверно длинную роль.
Советский киновед В. С. Колодяжная писала про фильм «Дитя Госцирка»: 
Ничего интересного, романтического в нашей советской жизни авторы фильма не увидели. И поэтому, разумеется, такой фильм не мог сыграть никакой роли в борьбе с вредным влиянием на детей коммерческой зарубежной кинопродукции.

## Актёры
- Шура Константинов — Гриша Калабухов[4]
- Валентина Куинджи — мисс Джен, воздушная гимнастка[4]
- Николай Верховский — Андреев, униформист[4]
- Лев Константиновский — Мандалинето, эксцентрик[4]
- Дима Витухин — Коля, брат Гриши[4]
- Таня Мухина — беспризорник[4]